# Schloßberg (Wilgartswiesen)
Der Schloßberg ist ein Berg in der zum Pfälzerwald gehörenden Frankenweide.

## Geographie

### Lage
Der Berg befindet sich auf der Gemarkung der Ortsgemeinde Wilgartswiesen, deren Siedlungsgebiet unmittelbar östlich beginnt. Am Südostfuß entlang verläuft die Queich. Benachbarte Berge sind der Große Breitenberg im Nordosten, der Kleine Breitenberg im Nordwesten, der Große Rauhberg im Südosten. und der Neding im Südwesten.

### Naturräumliche Zuordnung
1. Großregion 1. Ordnung: Schichtstufenland beiderseits des Oberrheingrabens
2. Großregion 2. Ordnung: Pfälzisch-saarländisches Schichtstufenland
3. Großregion 3. Ordnung: Pfälzerwald
4. Region 4. Ordnung (Haupteinheit): Mittlerer Pfälzerwald
5. Region 5. Ordnung: Frankenweide

## Bauwerke
Auf dem Berg befindet sich die Ruine der Falkenburg. 

## Natur
Große Teile des Berges gehören zum Naturschutzgebiet Falkenburg-Tiergarten. Zudem befindet sich auf dem Berg der Schloßbergfelsen, der von Kletterern frequentiert wird.

## Verkehr
Entlang seines Südfußes verläuft die Bundesstraße 10 und entlang seines Westfußes die Kreisstraße 56, die den Hermersbergerhof an das Straßennetz anbindet.

## Tourismus
Entlang seiner Westflanke verlaufen die sechste Etappe des Prädikatswanderwegs Pfälzer Waldpfad und der Höcherbergweg.